# Józef Wyszkowski
Józef Wyszkowski (ur. 12 marca 1771 w Rybakach, zm. 20 października 1827 w Warszawa) – pułkownik wojsk polskich.

## Życiorys
Urodził się dnia 12 marca 1771 w Rybakach dzisiejszej dzielnicy Poznania. W 1789 został przyjęty do Korpusu Inżynierów Koronnych i w 1792 uczestniczył w pomiarach kartograficznych na Litwie. Brał udział w wojnie z Rosją oraz insurekcji kościuszkowskiej. Za udział w obronie Warszawy i umacnianiu Pragi dostał awans na stopień kapitana.
W 1807 służył jako podpułkownik w 2 Legii a następnie w wojsku Księstwa Warszawskiego, w Sztabie Głównym.
W wojsku Królestwa Polskiego również służył w Sztabie Głównym w części Kwatermistrza Generalnego.
Józef Wyszkowski był jednym z głównych autorów mapy Królestwa Polskiego oraz jest prekursorem zastosowania triangulacji w kartografii.
W 1808 został odznaczony Krzyżem Kawalerskim Orderu Virtuti Militari.
Zmarł dnia 20 października 1827 w Warszawie.